# フィリス (小惑星)
フィリス (556 Phyllis) は、小惑星帯にある小惑星。パウル・ゲッツがハイデルベルクのケーニッヒシュトゥール天文台で発見した。
ギリシア神話に登場する、テーセウスの息子デモフォーンの恋人または妻フィリスにちなんで名付けられた。